# Lineage II
Lineage II è un videogioco di tipo MMORPG, pubblicato il 1º ottobre 2003 dalla NCSoft per Microsoft Windows.
È ambientato 150 anni prima gli eventi di Lineage, di cui è un prequel.

## Modalità di gioco
Lo scopo del gioco è la creazione di un personaggio, appartenente a una delle diverse razze disponibili (elfi chiari, oscuri, nani, orchi, umani, kamael ed ertheia), e di crescerlo attraverso l'acquisizione di esperienza, ottenibile mediante uccisione di mostri e missioni. La crescita del personaggio è scaglionata a livelli in ordine crescente (da 1 a 99), percorrendo i quali saranno possibili delle scelte evolutive riguardo alla classe ("professione" o ruolo). In Lineage II è attribuita molta importanza al player versus player (PvP), attività che sublima durante i Siege, gli assedi ai castelli e alle fortezze.
La lotta tra giocatori e gruppi spinge notevolmente il gioco verso il combattimento frenetico per il controllo di alcune "zone" del mondo persistente e di alcune città. Ad ogni zona (hunting ground) appartengono determinati mostri detti NPC per i giocatori o mob per i mostri che offrono, una volta eliminati, oltre all'esperienza anche oggetti (come materiali, ricette, armi) denari depositati a terra o spoils (questa è uno stato del mob che permette per alcuni secondi solo al personaggio nano, specializzato come spoiler, di poter ricavare dal cadavere ulteriori materiali) che uniti permettono la costruzione di armi e armature sempre superiori, utili per la sottomissione dei clan nemici. Il gioco è strutturato in modalità a singolo giocatore o in gruppo composto da massimo sette membri.
Per poter intraprendere un assedio, sono necessarie molte sessioni di gioco organizzato per armare il clan e stringere le adeguate alleanze capaci di permetterne la buona riuscita. Durante gli assalti, intere alleanze, composte da clan con numerosi giocatori, si scontrano per la conquista di castelli fortificati. Un castello offre al clan che lo conquista diversi vantaggi: la possibilità di tornare al castello in caso di morte, la riscossione delle tasse (ricavate dalla vendita degli oggetti nei vari negozi della città) sottoposte al controllo del castello oltre alla possibilità per il capoclan di entrare in possesso di un drago volante, la Viverna.
A questo si aggiunge anche la possibilità di recuperare delle armi demoniache che rendono praticamente invulnerabile il giocatore e che possono aumentare le proprietà di attacco e difesa tramite il PvP, acquisendo 1 livello per ogni 10 avversari uccisi. Le suddette armi demoniache sono la spada a due mani Zariche e le dualsword Akamanah.

### Razze e classi
In Lineage II sono presenti sette razze: umani, elfi, elfi oscuri, orchi, nani, kamael e ertheia. Le ultime due sono state introdotte solo in un secondo momento, con l'avvento di espansioni omonime.
Ogni razza ha specifiche caratteristiche, senza però distaccarsi da una struttura basilare che coinvolge le prime tre razze, mentre orchi e nani sono leggermente diversi. Per quanto riguarda umani, elfi ed elfi oscuri infatti, partendo dalla base di mago o guerriero, si può giungere a diverse soluzioni, che si voglia essere un personaggio offensivo, un evocatore o uno di supporto.
Gli orchi sono differenti soprattutto per quanto riguarda le classi mistiche, in quanto non sono veri e propri maghi, ma possono essere utilizzati sia come maghi sia come guerrieri. Per quanto riguarda i nani, invece, esistono soltanto le classi guerrieri che si specializzano nel creare oggetti o nel cercare materiali utili. I kamael, infine, sono una razza di mezzi angeli con una sola ala, che sta a simboleggiare l'imperfezione, che presentano tre classi, una comune ad entrambi i sessi, le altre due distinte.
Per diverso del tempo erano presenti in gioco numerose classi, con diversificazioni uniche a seconda della razza di appartenenza. Con l'aggiornamento Goddess of Destruction, il cui sviluppo è durato 2 anni, vi è stato un tentativo di unificarle in 8 classi comuni (maghi, guerrieri, evocatori...), scelta poi parzialmente ritrattata in seguito alle lamentele degli utenti, con l'aggiunta di piccole diversificazioni.

## Sviluppo
Per poter giocare occorrono il client del gioco (reperibile sul sito ufficiale) e un account.
Sebbene in passato fosse richiesta una sottoscrizione mensile, a partire dal 23 novembre 2011 i server ufficiali hanno adottato il modello free to play.
Il 29 dicembre 2015, dopo il successo in Corea e Russia, è stata introdotta in Europa una nuova modalità di gioco hardcore: Lineage 2 Classic, con meccaniche e contenuti ispirati dalle prime versioni del gioco. Tale modalità adotta il vecchio modello a sottoscrizione mensile.

## Eredità

### Chronicle
Lineage II vanta di un innovativo sistema di aggiornamenti, le cosiddette chronicle, pubblicate gratuitamente ogni sei mesi circa. Ogni chronicle contiene una vasta gamma di cambiamenti in molti aspetti del gioco. In alcune di esse è stato aumentato il livello massimo raggiungibile ed è stata introdotta una nuova razza. Solitamente ogni chronicle, prima di essere divulgata ufficialmente, passa per un ultimo test finale da parte dei giocatori stessi, i quali mettono a disposizione la propria esperienza per testare e verificare eventuali errori o incongruenze nell'aggiornamento proposto; tale test finale viene chiamato Public Test Server (PTS), ovvero Server di Test Pubblico.
Le Chronicle originariamente previste dalla casa produttrice (NCSoft) al momento del lancio erano 12. Di seguito, l'elenco degli aggiornamenti e le date di distribuzione.

### The Chaotic Chronicle
| Nome                           | Data di pubblicazione |
| ------------------------------ | --------------------- |
| Prelude                        | 27 aprile 2004        |
| Chronicle 1: Harbingers of War | 28 giugno 2004        |
| Chronicle 2: Age of Splendor   | 8 dicembre 2004       |
| Chronicle 3: Rise of Darkness  | 10 maggio 2005        |
| Chronicle 4: Scions of Destiny | 8 febbraio 2006       |
| Chronicle 5: Oath of Blood     | 6 settembre 2006      |

### The Chaotic Throne
| Nome                       | Nome                       | Data di pubblicazione |
| -------------------------- | -------------------------- | --------------------- |
| Interlude                  | Interlude                  | 11 aprile 2007        |
| The 1st Throne: The Kamael | The 1st Throne: The Kamael | 12 dicembre 2007      |
| The 1st Throne: Hellbound  | The 1st Throne: Hellbound  | 23 aprile 2008        |
| The 2nd Throne: Gracia     | Part 1                     | 12 agosto 2008        |
| The 2nd Throne: Gracia     | Part 2                     | 28 ottobre 2008       |
| The 2nd Throne: Gracia     | Final                      | 28 aprile 2009        |
| The 2nd Throne: Gracia     | Epilogue                   | 17 novembre 2009      |
| The 2nd Throne: Freya      | The 2nd Throne: Freya      | 24 agosto 2010        |
| Chaotic Throne: High Five  | Chaotic Throne: High Five  | 15 febbraio 2011      |

### Goddess of Destruction
| Nome                     | Nome                | Data di pubblicazione | Data di pubblicazione |
| ------------------------ | ------------------- | --------------------- | --------------------- |
| Chapter 1: The Awakening | The Awakening       | 30 novembre 2011      | 7 dicembre 2011       |
| Chapter 1: The Awakening | Harmony             | 7 marzo 2012          | 13 marzo 2012         |
| Chapter 2: Tauti         | Tauti               | 13 giugno 2012        | 17 luglio 2012        |
| Chapter 2: Tauti         | Glory Days          | 24 ottobre 2012       | 26 novembre 2012      |
| Chapter 2: Tauti         | Echo Updates        | 23 gennaio 2013       | 23 gennaio 2013       |
| Chapter 3: Lindvior      | Lindvior            | 29 maggio 2013        | 4 giugno 2013         |
| Chapter 3: Lindvior      | Valiance/Epeisodion | 11 dicembre 2013      | 12 marzo 2014         |

### Epic Tale of Aden
| Nome                                      | Nome                                      | Data di pubblicazione | Data di pubblicazione |
| ----------------------------------------- | ----------------------------------------- | --------------------- | --------------------- |
| Episode 1: Ertheia: Dimensional Strangers | Episode 1: Ertheia: Dimensional Strangers | 30 luglio 2014        | 14 ottobre 2014       |
| Episode 2: Infinite Odyssey               | Infinite Odyssey                          | 22 aprile 2015        | 17 giugno 2015        |
| Episode 2: Infinite Odyssey               | Underground/Hymn of the Soul              | 14 ottobre 2015       | 15 dicembre 2015      |
| Episode 3: Helios, Lord of Bifrost        | Episode 3: Helios, Lord of Bifrost        | 29 giugno 2016        | 2 agosto 2016         |
| Episode 4: Grand Crusade                  | Episode 4: Grand Crusade                  | 29 marzo 2017         | 25 aprile 2017        |